# Roi des Français
Ne doit pas être confondu avec Roi de France et de Navarre ou Rois des Francs.
Le titre de roi des Français rappelle celui de roi des Francs (en latin : rex Francorum), qui était la titulature latine officielle des rois de France, avant que la titulature de rex Franciae (« roi de France » en français) soit adoptée. Le passage du titre de roi de France à celui de roi des Français matérialise le transfert de la souveraineté du monarque héréditaire qui n'est plus uniquement d'inspiration divine mais conférée par le peuple.

## Usage
Seuls deux monarques français ont porté ce titre :
- Louis XVI, du 6 novembre 1789 au 21 septembre 1792. Cela fait suite à une décision[N 2] du 10 octobre 1789 (qui sera officialisée par un décret[8] du 9 novembre 1789) de l'Assemblée nationale, puis[9],[10],[11] confirmée le 14 septembre 1791 sous la monarchie constitutionnelle (auparavant roi de France (ou roi de France et de Navarre, selon les actes). Le nouveau titre est indiqué comme titre officiel du roi dans l'article 2 du chapitre II de la constitution de 1791 ;
- Louis-Philippe, cousin et filleul du précédent[12],[13], entre 1830 et 1848 sous la monarchie de Juillet, auparavant duc d'Orléans. Le nouveau titre apparaît dans la proclamation de la Chambre des députés du 7 août 1830, et accepté par Louis-Philippe le 9 août.

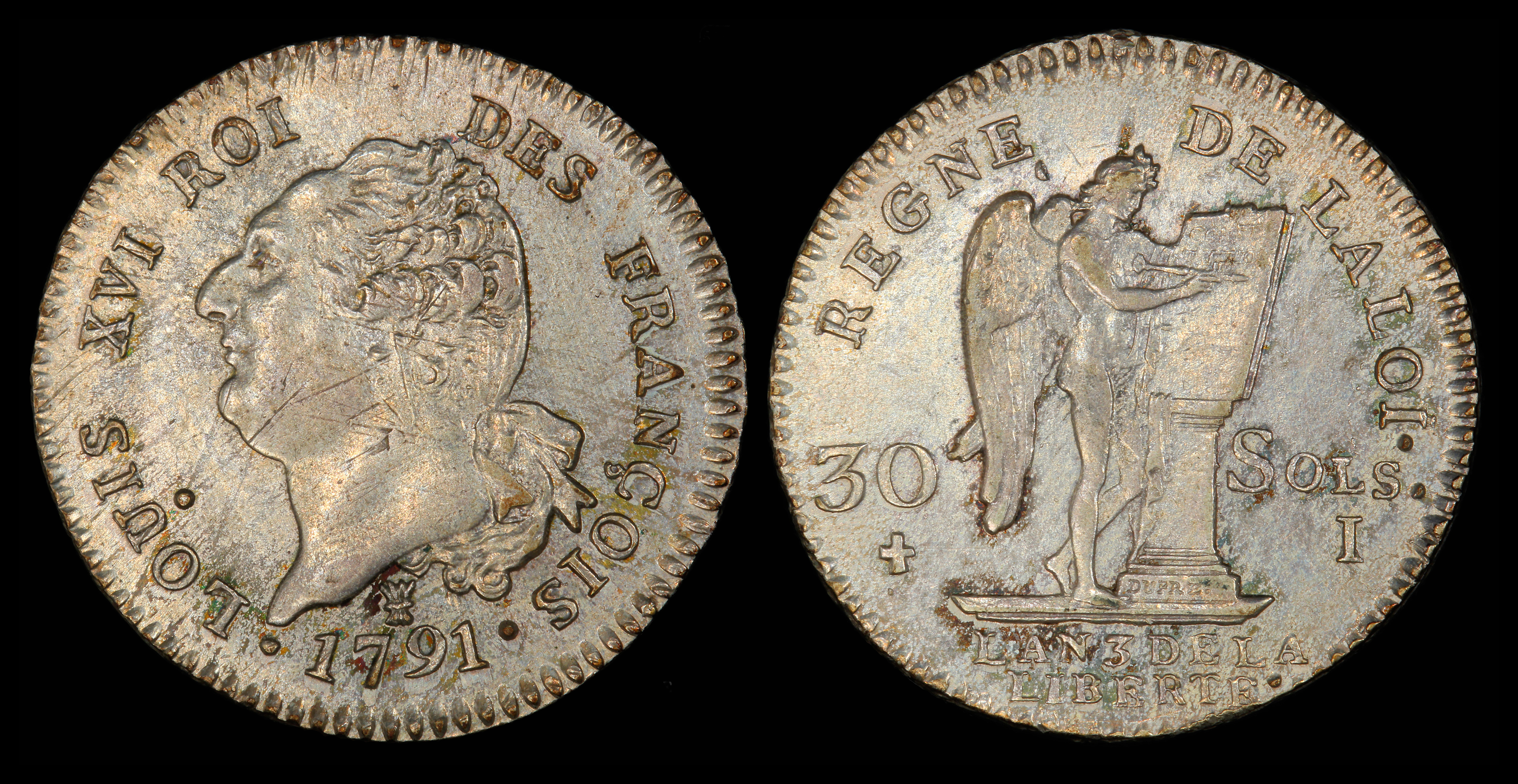
Pièce de 1791 utilisant le titre « roi des François ».
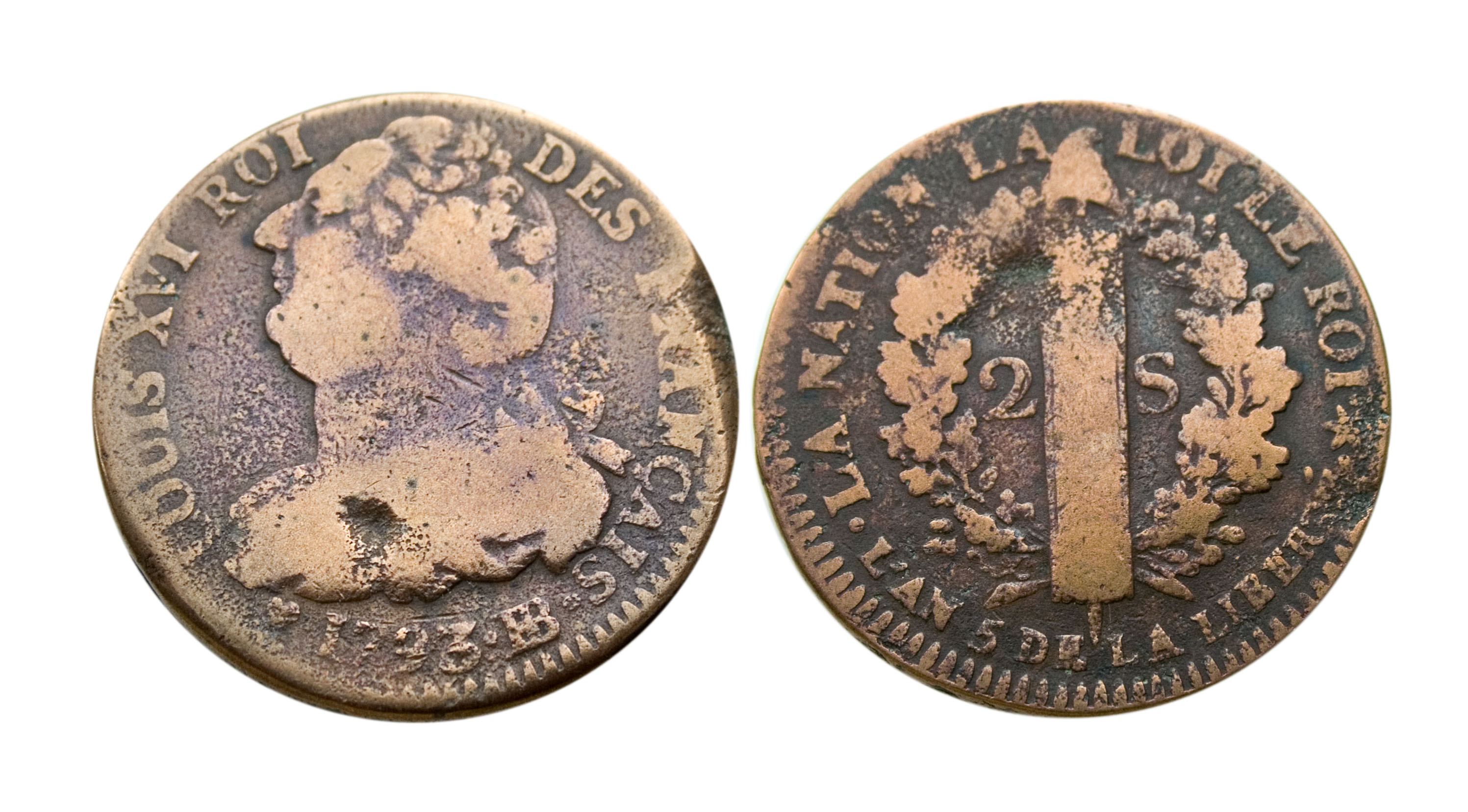
Pièce de 1793 utilisant le titre « roi des Français ».
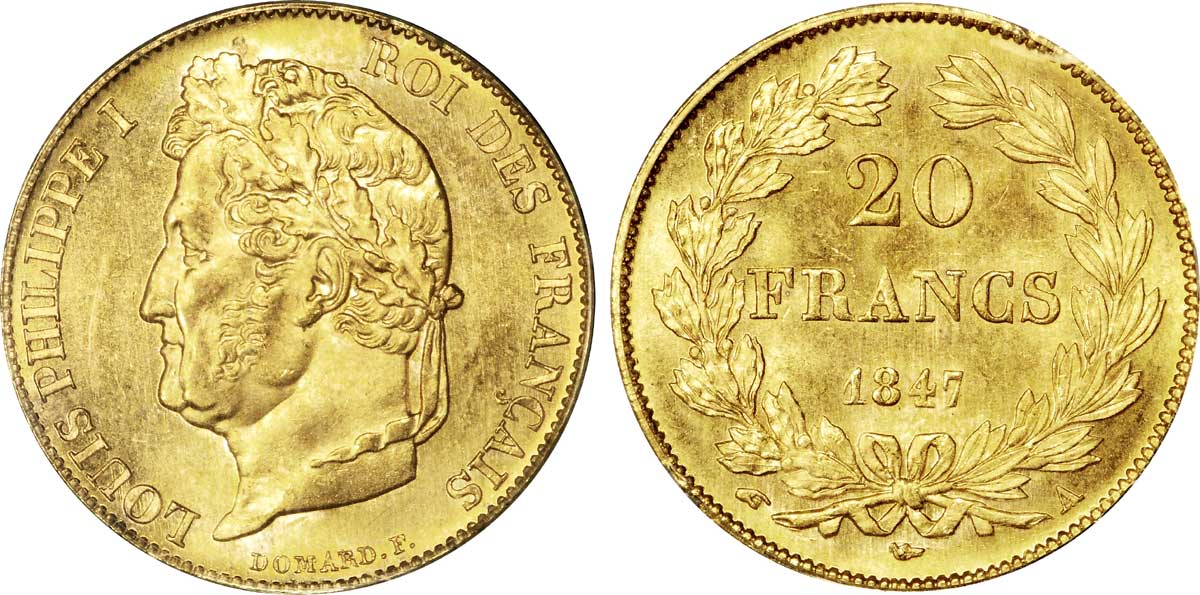
Pièce de 1847 utilisant le titre « roi des Français ».

Le Décret constitutionnel du 6 avril 1814 prévoyait, en son article 29, que « Louis-Stanislas-Xavier sera proclamé roi des Français, aussitôt qu'il aura juré et signé par un acte portant : J'accepte la Constitution ; je jure de l'observer et de la faire observer ». Louis XVIII ayant voulu amender ce décret, il ne porta pas ce titre, mais celui de « roi de France et de Navarre ».
Clément Marot écrit cependant dans l’Épitre au roi pour le prier de le faire sortir de prison : « Roi des François, plein de toutes bontés… » alors qu'il s'adresse à François Ier ; mais il ne s'agit pas d'une pièce officielle.
Des essais de module monétaire ont été frappés au nom de « Louis XVII, roi des François ».